# Rangierbahnhof Einsiedlerhof
Der Rangierbahnhof Einsiedlerhof ist ein Güterbahnhof innerhalb der rheinland-pfälzischen Stadt Kaiserslautern. Er wurde 1920 durch die Deutsche Reichsbahn eröffnet.

## Lage

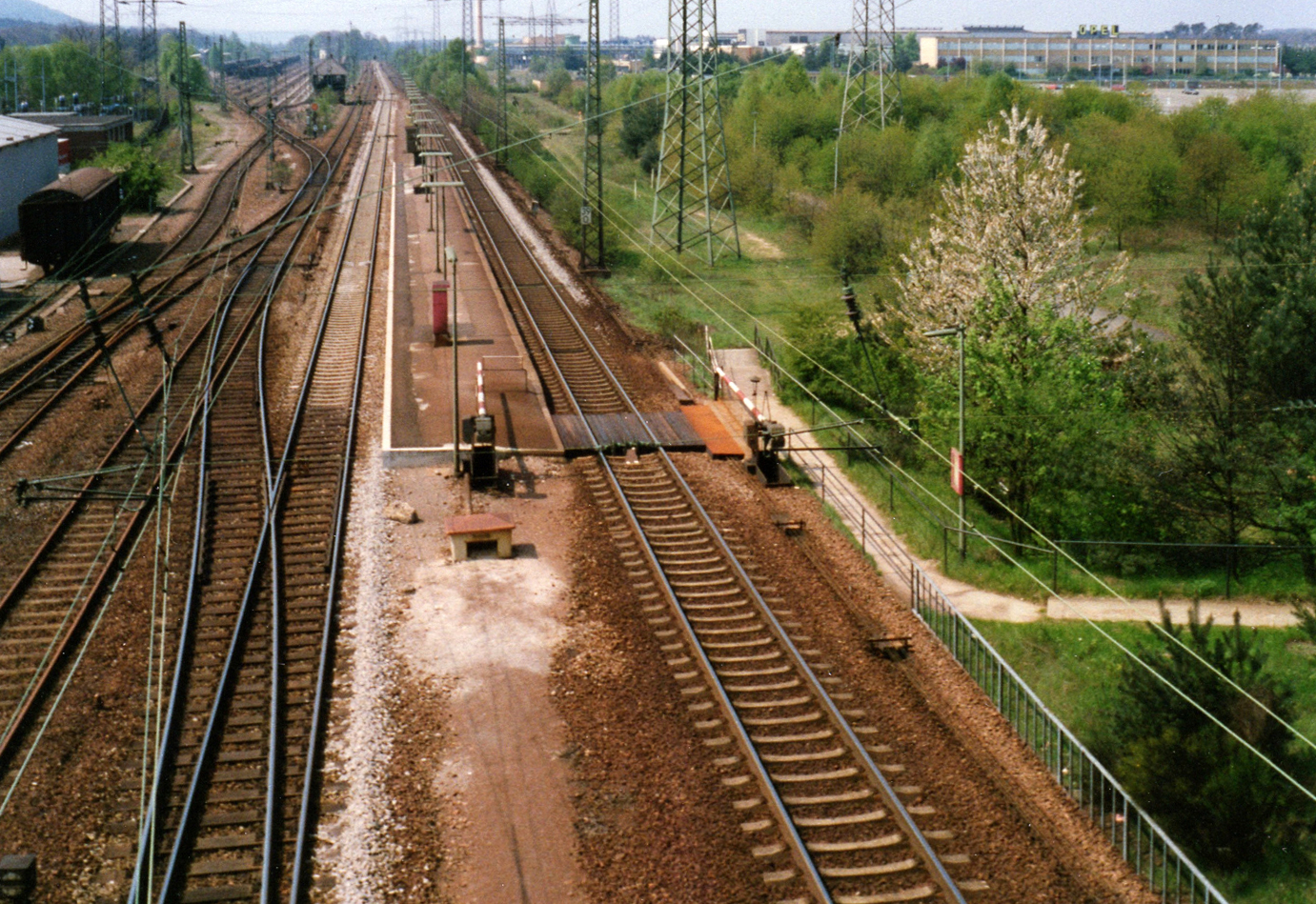
Hp Vogelweh an der Pfälzischen Ludwigsbahn, Zustand ca. 1988

Der Bahnhof befindet sich im westlichen Teil der Stadt auf Gemarkung des Stadtteils Einsiedlerhof. In Ost-West-Richtung ist er 3,3 Kilometer lang. An seinem westlichen Ende befindet sich der Personenbahnhof Einsiedlerhof, an seinem östlichen Ende der Haltepunkt Vogelweh. Im Süden wird er durch die parallel zu ihm verlaufende Kaiserstraße begrenzt, im Norden durch die Hauptgleise der Magistrale von Mannheim nach Saarbrücken.

## Geschichte

### Anfänge
Der 1848 eröffnete Hauptbahnhof von Kaiserslautern entwickelte sich sehr schnell zu einem wichtigen Umschlagplatz im Güterverkehr, so dass unmittelbar südwestlich von ihm ein Rangierbahnhof entstand, der als Kopfbahnhof angelegt war und parallel zur Trippstadter Straße verlief. Da der Bahnverkehr immer weiter zunahm, gelangte dieser zunehmend an die Grenzen seiner Leistungsfähigkeit. Aus diesem Grund ließen die Königlich Bayerischen Staats-Eisenbahnen, denen seit 1. Januar 1909 das gesamte pfälzische Eisenbahnnetz gehörte, ab 1913 entlang der Bahnstrecke von Mannheim nach Saarbrücken im Grenzbereich zwischen Kaiserslautern und dem damals zu Weilerbach gehörenden Einsiedlerhof einen neuen Rangierbahnhof bauen. Dieser wurde 1920 und 1921 – bereits unter Regie der Deutschen Reichsbahn – in Betrieb genommen. Er gehörte damals zu den modernsten seiner Art im Deutschen Reich. Sein Vorgänger fungierte fortan ausschließlich als Abstellbahnhof. Für seine Errichtung mussten aufgrund der beengten Platzverhältnisse die beiden Hauptgleise zwischen Einsiedlerhof und Kaiserslautern nach Norden verlegt werden, da dies für die südlich vom Rangierbahnhof verlaufende Kaiserstraße nicht möglich war. Die Einfahrt befand sich aufgrund der westpfälzischen Windverhältnisse am westlichen Ende, die Ausfahrt am Osten. Fortan war der Rangierbahnhof Einsiedlerhof Zugbildungsbahnhof für Güterzüge, die die Westpfalz erschlossen.
Da der Verkehr zwischen dem Kaiserslauterer Hauptbahnhof und dem neuen Rangierbahnhof deutlich anwuchs, erhielt der dortige Streckenabschnitt außerdem zwei weitere Gleise, die ausschließlich dem Güterverkehr dienten. Zuständig für die im Rangierbahnhof tätigen Lokomotiven war stets das Bahnbetriebswerk Kaiserslautern.
Seit 1932, als der Einsiedlerhof nach Kaiserslautern umgemeindet wurde, befindet sich der Rangierbahnhof ausschließlich auf der Gemarkung der Barbarossastadt.

### Bedeutungsverlust
Im Zuge des zunehmenden Rückgangs im Eisenbahngüterverkehr sowie der Modernisierung der Stellwerkstechnik verlor der Rangierbahnhof zunehmend an Bedeutung. So wurde die östliche Ausfahrt aufgegeben und entsprechend zurückgebaut; sowohl die Ein- als auch die Ausfahrt werden seither von der westlichen Seite aus abgewickelt.

## Heutiger Verkehr
Die derzeitige Bedeutung des Rangierbahnhofs ist vor allem regionaler Natur. Er dient unter anderem dem nahen Opel-Werk, das pro Tag für mehrere Ganzzüge verantwortlich ist. Teilweise entlastet er den Rangierbahnhof Saarbrücken. Das Containerterminal wurde privatisiert und verlor zwischenzeitlich ebenfalls an Bedeutung, obwohl es von der Kaiserslautern Military Community genutzt wird.
Ebenso erfahren die Ganzzüge aus dem Steinbruch Rammelsbach an der Bahnstrecke Landstuhl–Kusel einen Wechsel von einer Diesel- auf eine Elektrolok. Dasselbe Procedere fand bis zu deren Schließung bei Zügen statt, die die Steinbrüche in Bedesbach-Patersbach (bis 1989), Kreimbach (bis 1990) und Theisbergstegen (bis 2004) bedienten.